# 井上精一郎
井上 精一郎（いのうえ せいいちろう、1858年1月17日（安政4年12月3日）- 1922年（大正11年）2月28日）は、日本の農業経営者、政治家。衆議院議員。旧姓・白石。

## 経歴
武蔵国埼玉郡生出村（のち埼玉県北埼玉郡豊野村、現:加須市）で、白石家の二男として生まれ、北葛飾郡高野村（現:杉戸町）の豪農・井上家の婿養子となる。東京専門学校で学び、農場を経営した。
北葛飾郡書記、高野村会議員、北葛飾郡農会参事、埼玉県農会代表、埼玉県会議員などを務めた。
1904年3月、第9回衆議院議員総選挙で埼玉県選挙区から憲政本党所属で出馬して当選し、衆議院議員を一期務めた。
農業の改良に尽力し、模範農場の設立、苗代の改良、害虫の防除、耕地整理整理などを推進した。また、1910年に高野村公徳会を組織し、公徳の普及と増進のための事業を行った。